# Martin-Andersen-Nexö-Gymnasium
Das Martin-Andersen-Nexö-Gymnasium Dresden („MANOS“) ist ein Dresdner Gymnasium und das einzige der Stadt mit vertieft mathematisch-naturwissenschaftlicher Ausbildung. Es trägt den Namen des dänischen Schriftstellers Martin Andersen Nexø. Der Standort ist seit 2008 das sanierte Schulgebäude des früheren, 2004 geschlossenen Joseph-Haydn-Gymnasiums.

## Vertieftes Profil
Die vertieft mathematisch-naturwissenschaftliche Ausbildung, genannt „vertieftes Profil“, stellt eine intensivere Ausbildung im Bereich der Naturwissenschaften und der Mathematik dar, als es an einem Regelgymnasium üblich ist.
Dies wird über mehr Wochenstunden in den Naturwissenschaften und Informatik sowie über Projekte in Kooperation mit der Technischen Universität (TU) Dresden realisiert. In der 7. und 8. Klasse wird jeweils eine Projektwoche an der TU Dresden durchgeführt. In der 11. Klasse ist eine wissenschaftliche Arbeit für jeden Schüler des vertieften Profils an einem Institut obligatorisch. Außerdem werden drei anstatt von zwei Leistungskursen belegt.
Als Folge dieser speziellen Förderung sind über viele Jahre hinweg Teilnehmer der Schule bei nationalen und internationalen Schülerolympiaden in Mathematik, Physik, Chemie und Informatik erfolgreich gewesen, so auch die Weltranglistenerste und vierfache Goldmedaillengewinnerin der Internationalen Mathematik-Olympiade, Lisa Sauermann. 2022 wurde das Gymnasium im Rahmen des Bundesfinales von Jugend forscht mit dem zweiten Preis für „Jugend forscht Schule 2022“ ausgezeichnet.

## Geschichte

### Gründungsjahre
Die Notwendigkeit der Einrichtung eines Gymnasiums ergab sich Ende des 19. Jahrhunderts aus der Entwicklung von Blasewitz von einem Dorf zu einer stattlichen Vorstadt Dresdens. Der Aufbau des Schulbetriebs begann ab 1903 an der bestehenden Bürgerschule. Schon bald gab es erheblichen Platzmangel, woraufhin vom Architekten Karl Emil Scherz 1904 der Entwurf eines neuen Schulgebäudes in der Prohliser Allee (heute Kretschmerstraße) vorgelegt wurde. Nach der Genehmigung erfolgte der Baubeginn am 21. Mai 1907. Die Einweihung des neuen Gebäudes, damals Realgymnasium Blasewitz genannt und heute Sitz des Landesgymnasiums für Musik, fand am 30. April 1908 in Anwesenheit des sächsischen Königs Friedrich August III. statt.
Die Schule befand sich in den Anfangsjahren neben ihrer räumlichen auch in organisatorischer Nähe zur Kreuzschule: Beide Schulen hatten damals denselben Rektor. Auf der Grundlage des Humanismus standen die deutschen Klassiker, Kunst und Kultur, Tagesgeschehen, aber auch – damals eine Sensation – sexuelle Hygiene auf dem Stundenplan.

### Weimarer Republik
Bereits vor dem Ersten Weltkrieg gab es Pläne, in den oberen Klassen eine Spezialisierung in eine altsprachliche und eine mathematisch-naturwissenschaftliche Richtung zu ermöglichen. Diese wurden ab 1919 umgesetzt.
In den Jahren der Weimarer Republik erlebte der Schulbetrieb zunächst eine Krise, die auf die allgemeine Hungersnot und die Auswirkungen der Inflationszeit zurückzuführen war und sich in materieller Unterversorgung und einem Rückgang der Schülerzahlen äußerte. Eine gewisse Linderung brachte 1923 die Gründung des Fördervereins „Freunde des Realgymnasiums Blasewitz e. V.“, über den Geld für die Anschaffung von Lehrmitteln beschafft wurde. 1925 konnte sogar ein Haus in Kleingießhübel als Schullandheim erworben werden.
Um das Jahr 1928 begannen Anpassungen des Lehrplanes an die geänderten gesellschaftlichen und sozialen Rahmenbedingungen. Die Fremdsprachenausbildung wurde auf Latein und eine zweite Wahlsprache reduziert. Körperliche Ertüchtigung und mathematisch-naturwissenschaftliche Fächer wurden dafür verstärkt – mit dem Ziel der Herausbildung einer „neuen demokratischen Elite“.
Die Weltwirtschaftskrise führte abermals zu einer Verschlechterung der wirtschaftlichen Rahmenbedingungen, aber auch zu einer Ideologisierung und Organisierung der Schülerschaft in Verbänden und Bünden.

### Zeit des Nationalsozialismus
Die Machtübernahme durch die Nationalsozialisten hatte zunächst keine unmittelbaren Auswirkungen auf den Lehrplan, allerdings wurden wie im ganzen Land die Fächer Geschichte und Biologie zur Verbreitung rassistischen und sozialdarwinistischen Gedankengutes genutzt. Die körperliche Ertüchtigung und Wehrerziehung rückte mehr und mehr in den Vordergrund.
In diese Zeit fällt auch die Umbenennung des Gymnasiums in „Schillerschule Blasewitz“ 1938.
Ab 1943 wurden Schüler als Flakhelfer für den Luftschutz Dresdens eingesetzt, später auch als Helfer in Rüstungsbetrieben. Viele wurden auch in die Wehrmacht eingezogen. Der Schulbetrieb endete praktisch im Herbst 1944. Am 13. Februar 1945 entstanden beim Luftangriff auf Dresden Schäden am Dachstuhl des Schulgebäudes.

### Wiederaufbau nach dem Zweiten Weltkrieg
Der Schulunterricht wurde am 1. Oktober 1945 an der Schillerschule, weiterhin getrennt für Jungen und Mädchen, wieder aufgenommen, wobei er auf mehrere Schulhäuser und Räumlichkeiten in Fabrikgebäuden der Umgebung verteilt wurde. Das ursprüngliche Schulhaus wurde unter Mithilfe der Schüler in der Folgezeit wieder instand gesetzt. In den Nachkriegsjahren herrschten Hunger, Kälte und Lehrermangel. Der Unterricht erfolgte im Zwei-Schicht-Betrieb montags bis sonnabends.
Wegen der gleichnamigen Schillerschule in Dresden-Loschwitz, Fidelio-F.-Finke-Straße 15, wurde diese Schule um 1950 in Oberschule Dresden-Ost, kurz OsOst, umbenannt und die Schillerbüste im 1. Stock entfernt. Neu waren die sogenannten Aufbauklassen, die sich an acht Jahre Volks- beziehungsweise zwei Jahre Hauptschule anschlossen. Die sprachliche und die mathematisch-naturwissenschaftliche Spezialisierungsrichtungen wurden wieder eingeführt. 1949 wurde die Trennung von Jungen und Mädchen aufgehoben.
Im Jahre 1954 erhielt die Schule den Namen Martin-Andersen-Nexö-Oberschule. Im Zuge einer Schulreform wurde daraus 1959 eine erweiterte Oberschule (EOS, 9.–12. Klasse) mit der Möglichkeit, eine Kombination aus Abitur und Facharbeiterausbildung zu absolvieren. Ab 1961 wurde die Berufsausbildung zu Maschinenbauzeichnern, Köchen, Zierpflanzengärtnern, Maurern, Lokschlossern, Elektromonteuren, Feinmechanikern oder Funkmechanikern angeboten.
Mit der 1963 begonnenen Umgestaltung zur Spezialschule wurden die neu hinzugekommenen Klassenstufen 7 und 8 als Tagesschule geführt. Ab Klassenstufe 9 erhielten alle Schüler zusätzlich und einheitlich eine Facharbeiterausbildung als Funkmechaniker im VEB Funkwerk Dresden (später VEB RFT Meßelektronik Dresden und VEB Robotron-Meßelektronik „Otto Schön“ Dresden). Die Ausbildung zum Facharbeiter wurde nach wenigen Jahren wieder gestrichen. 1971 legten die Schüler neben dem Abitur letztmals Facharbeiterprüfungen ab.
Dem Namensgeber wurde vor der Schule am 26. Juni 1969 ein Denkmal gesetzt.
Spezialschule
- 1963 Spezialschule für Funkmechanik
- 1964 Spezialschule für elektronische Industrie
- 1986 Spezialschule mathematisch-naturwissenschaftlich-technischer Richtung
- 1990 Schüler der 11. Klasse forcieren die Absetzung des alten Direktors
- 1990 der neue Direktor Wolfgang Weiß überführt die Schule in das neue Schulsystem

### Nach der deutschen Einheit
- 1992 Gründung des Gymnasiums Dresden-Blasewitz in Seidnitz (ehemalige 94. POS) mit einer Nebenstelle mit vertieftem mathematisch-naturwissenschaftlichen Unterricht in der Kretschmerstraße
- 1998 nach dem Tod von Wolfgang Weiß wird Andreas Wilde Schulleiter
- 1998 die Schule in der Kretschmerstraße wird Stammhaus des Gymnasiums Dresden-Blasewitz
- 2001 die Schule erhält offiziell den Namen „Martin-Andersen-Nexö-Gymnasium Dresden“ zurück
- 2002 Gerd Vettermann wird Schulleiter
- 2007 der Ausbau des historischen Schulgebäudes auf der Kretschmerstraße für das Carl-Maria-von-Weber-Gymnasium beginnt
- 2008 kurz vor dem Umzug des MAN-Gymnasiums in das sanierte Erlwein-Schulgebäude auf der Haydnstraße geben Gerd Vettermann (Schulleiter) und Eva Engelhardt (stlv. Schulleiterin) ihren Rücktritt bekannt, der durch Schüler- und Elterndemonstrationen erzwungen wurde
- 2008 Armin Asper wird Schulleiter[7]
- 2022 Armin Asper tritt Amt des Referatsleiters im Ministerium für Kultus an, Holm Wieczoreck wird kommissarischer Schulleiter[3]
- 2024 Jens Schuster wird Schulleiter

### Geschichte des Schulstandorts Haydnstraße
Das 2008 übernommene Schulgebäude in der Haydnstraße hat eine wechselvolle Geschichte hinter sich. Am 6. April 1907 erfolgte die bauliche Übergabe des von Hans Erlwein sehr modern und großzügig konzipierten Gebäudes. Infolge des Zweiten Weltkriegs wurde das Gebäude der damaligen 24. Volksschule stark beschädigt. 1967 wurde der Schule der Name Johannes R. Becher verliehen. Nach der politischen Wende wurde die Schule in Gymnasium Dresden-Striesen umbenannt. Der Schule gehörte fortan als Außenstelle auch die ehemalige 87. POS in Niederpoyritz an. 1997 wurde der Schule im Zuge der Feierlichkeiten des 90-jährigen Bestehens der Name Joseph-Haydn-Gymnasium verliehen. Im Zuge der stark gesunkenen Geburtenrate nach 1989 wurden organisierte Schulschließungen beschlossen, von denen auch das Joseph-Haydn-Gymnasium betroffen war. Die letzten Schüler verließen die Außenstelle im Jahr 2003 und das Hauptgebäude im Sommer 2005, das sich zu diesem Zeitpunkt in einem stark sanierungsbedürftigen Zustand befand. Zuletzt (ab 2004) gehörte die Schule formal dem Hans-Erlwein-Gymnasium an. Aufgrund einer veränderten Bedarfslage wurde das Gebäude jedoch saniert und 2008 für den Schulbetrieb wiedereröffnet.